# 李安 (成漢)
李 安（り あん、生没年不詳）は、五胡十六国時代成漢の人物。字は武龍。成漢の皇族である。

## 生涯
幼い頃に親を亡くし、外戚である羅夫人の下で養育された。
元康元年（291年）、乱を避けて蜀の地へ移り住んだ。
永寧元年（301年）、李特が挙兵するとこれに従った。征伐に赴くとその勇烈さで名を馳せ、李特は彼を養子に迎えた。驍騎将軍李驤は彼を引き入れて帳下督護に任じ、幾度も戦功を挙げたので大いに信任された。
永寧2年（302年）、西晋の益州刺史羅尚が苻成や隗伯を派遣して郫城を攻撃させると、李驤は迎撃したが不利となり、負傷して落馬し立てなくなった。士卒らは散亡し、ただ李安と任回だけが側にいた。隗伯は数千騎を率いて到来すると李安を叱り「武龍よ、我が取るのは一人である。卿は我を避けるがよい」と言った。李安はこれを聞くと目を瞑り「我はそのような話には付き合わん！」と叫び、馬を躍らせて直進して彼に傷を負わせた。隗伯は逡巡したが、最終的に軍を退かせた。